# Kongo-Kinshasas riksvapen
Demokratiska republiken Kongos riksvapen antogs den 18 februari 2006 av den nye presidenten Joseph Kabila. Det visar ett leopardhuvud, omgivet av ett elfenben och ett spjut. Undertill står landets valspråk: Justice, Paix, Travail, franska för "Rättvisa, fred, arbete". Vapnet påminner om det som användes i Zaire.

Zaires statsvapen 1964–1997
Kongo-Kinshasas vapen 1999–2003
Kongo-Kinshasas vapen 2003–2006